# 比尔霍尔姆市镇

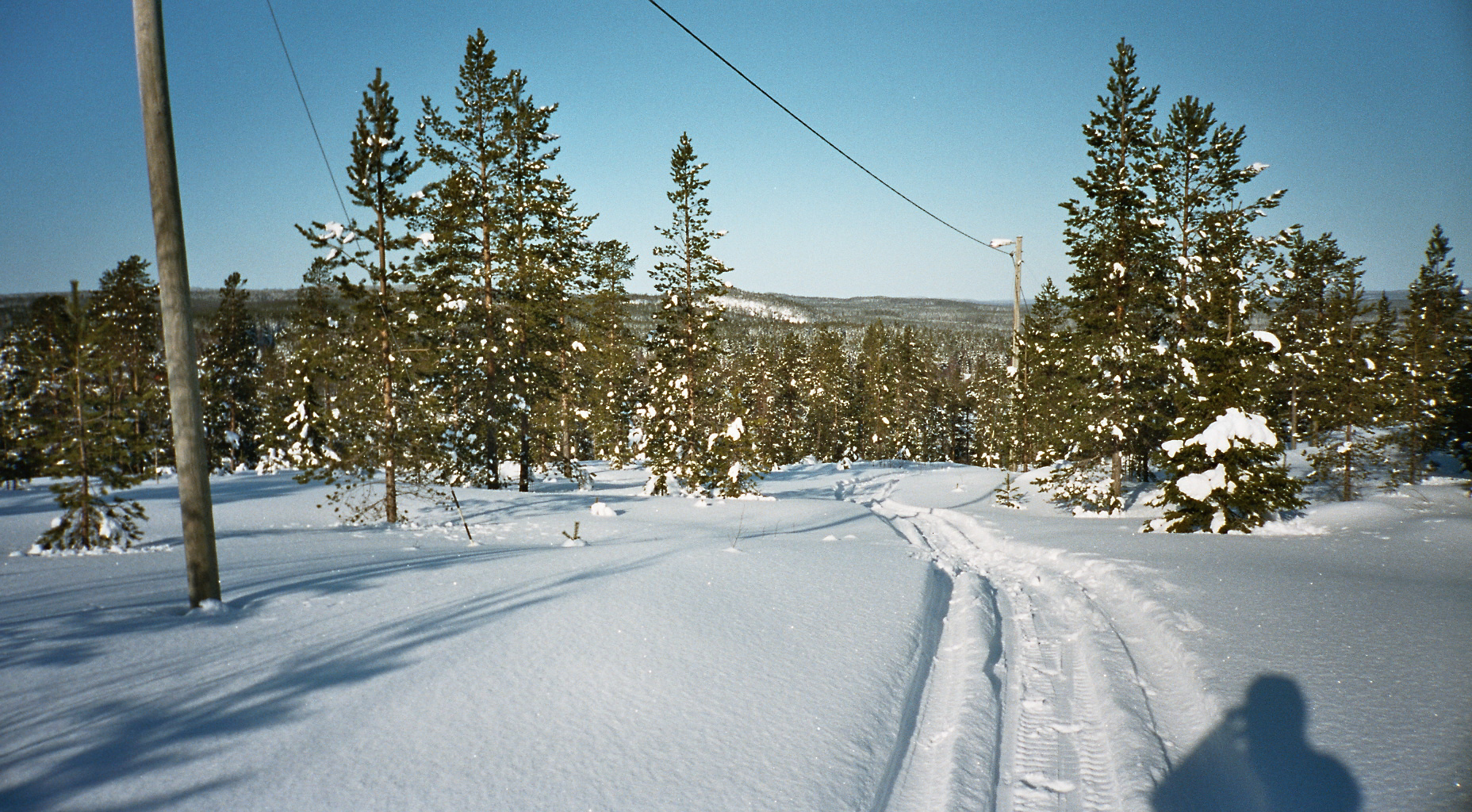
比尔霍尔姆市镇的一辆雪上汽车留下的车辙

比尔霍尔姆市镇（瑞典語：Bjurholms kommun）是瑞典北部西博滕省的一个市镇。其治所位于比尔霍尔姆。